# Otis Harris
Otis Harris (Edwards, 30 de junho de 1982) é um atleta e velocista campeão olímpico norte-americano.
Foi campeão olímpico no revezamento 4x400 m dos Estados Unidos em Atenas 2004, junto com Jeremy Wariner, Derrick Brew e Darold Williamson, e conquistou uma medalha de prata individual nos 400 m nestes mesmos Jogos.